# Dányi Krisztián
Dányi Krisztián (Kazincbarcika, 1975. január 16. –) magyar színész, szinkronszínész.

## Életpályája
1993-ban érettségizett a Ságvári Endre Gimnáziumban. 1996–97-ben főiskolásként játszott a Vígszínházban. A Színház- és Filmművészeti Főiskolán 1997-ben végzett, és a kaposvári Csiky Gergely Színházhoz szerződött. 2002–2013 között a József Attila Színház tagja, majd szabadúszó lett. 2020-tól a Déryné Program színésze. A Film Mánia és alkalmanként a Filmcafé csatorna–, valamint rádióállomásként ő a kaposvári Rádió Most jelenlegi és 2022-ig a budapesti 90.9 Jazzy egykori állomáshangja. Előbbinek a 2013-as indulása óta, utóbbinak pedig 2007-től 2022. decemberéig az állomáshangja volt.
A miskolci Rádió M 10 perces hírblokkjának és a műsorismétlés szignáloknak a férfi hangja.
Alapfokú jelnyelv-tolmács végzettséggel is rendelkezik.

## Színpadi szerepei
- Dés László–Geszti Péter–Békés Pál: A dzsungel könyve....Maugli
- Jókai Mór: A kőszívű ember fiai....Baradlay Richárd
- Litvai Nelli: A lovaggá ütött vándor....Vándor
- Csiky Gergely: A nagymama....Ernő
- Mikszáth Kálmán: A Noszty fiú esete Tóth Marival....Fiatal arisztokrata
- Szálinger Balázs: A tiszta méz....1. fiú
- Sartre: A tisztességtudó utcalány....
- William Shakespeare: Ahogy tetszik....Silvius
- Spiró György: Az imposztor....Ügyelő
- Friedrich Dürrenmatt: Az öreg hölgy látogatása....Kalauz
- Anton Pavlovics Csehov: Cseresznyéskert....Jasa
- Carlo Goldoni: Csetepaté Chioggiában....Toffolo
- Alekszandr Nyikolajevics Osztrovszkij: Erdő....Pjotr
- Leonid Zorin: Varsói melódia....Viktor
- Parti Nagy Lajos: Tisztújítás....Dr. Heves
- Csukás István–Bergendy István: Süsü, a sárkány....Süsü
- Stephen Sondheim–Hugh Weheeler: Sweeney Todd, a véres Londoni borbély....Anthony
- Georges Feydeau: Osztrigás Mici....
- Fazekas Mihály: Lúdas Matyi....

## Filmjei

### Játékfilmek
- ZooKids - Mentsük meg az Állatkertet! (2011)

### Tévéfilmek
- Kisváros (1998)
- Barátok közt (2006)…Krausz Árpád
- Presszó (2008)
- Munkaügyek (2013)...Schultz Gabi[7]
- Jóban Rosszban (2013–2015)…Szentfalvi Zsolt
- Csúszópénz (2014)…Krisz
- Kossuthkifli (2015)…Pizsitnik

## Szinkronszerepei

### Filmek
| Év                         | Cím                                                     | Eredeti cím                                                | Szereplő                    | Színész             | Rendező                |
| -------------------------- | ------------------------------------------------------- | ---------------------------------------------------------- | --------------------------- | ------------------- | ---------------------- |
| 1951                       | A vágy villamosa                                        | A Streetcar Named Desire                                   | Stanley Kowalski            | Marlon Brando       | Elia Kazan             |
| 1980                       | Az ifjú mester                                          | The Young Master                                           | Sárkány                     | Jackie Chan         | Jackie Chan            |
| 1984                       | Vörös hajnal                                            | Red Dawn                                                   | Jed Eckert                  | Patrick Swayze      | John Milius            |
| 1987                       | Dobjuk anyut a vonatból!                                | \| Throw Momma from the Train \|                           | Larry Donner                | Billy Crystal       | Danny DeVito           |
| 1988                       | Nyasgem!                                                | I'm Gonna Git You Sucka                                    | Jack Spade                  | Keenen Ivory Wayans | Keenen Ivory Wayans    |
| 1992                       | Kuffs, a zürös zsaru                                    | Kuffs                                                      | George Kuffs                | Christian Slater    | Bruce A. Evans         |
| 1997                       | Botrány a birodalomban                                  | Mrs. Brown                                                 | Archie Brown                | Gerard Butler       | John Madden            |
| 2001                       | A gödör                                                 | The Hole                                                   | Mike Steel                  | Desmond Harrington  | Nick Hamm              |
| 2002                       | Doktor Zsivágó                                          | Doctor Zhivago                                             | Pása Antipov / Sztrelnyikov | Kris Marshall       | Giacomo Campiotti      |
| 2003                       | A nagy alakítás                                         | The Actors                                                 | Tom                         | Dylan Morgan        | Conor McPherson        |
| 2004                       | Cigánykerék                                             | Somersault                                                 | Joe                         | Sam Worthington     | Cate Shortland         |
| 2005                       | Az élet iskolája                                        | School of Life                                             | Michael "Mr. D" D'Angelo    | Ryan Reynolds       | Jonathan Kahn          |
| 2005                       | Bizonyítás                                              | Proof                                                      | Harold Dobbs                | Jake Gyllenhaal     | John Madden            |
| 2006                       | Füles                                                   | Scoop                                                      | Peter Lynman                | Hugh Jackman        | Woody Allen            |
| 2007                       | Die Hard 4.0 – Legdrágább az életed                     | Live Free or Die Hard 4.0                                  | Matt Ferell                 | Justin Long         | Len Wiseman            |
| 2007                       | Alvin és a mókusok                                      | Alvin and the Chipmunks                                    | Alvin hangja                | Justin Long         | Tim Hill               |
| 2007                       | Jesse James meggyilkolása, a tettes a gyáva Robert Ford | The Assassination of Jesse James by the Coward Robert Ford | Wood Hite                   | Jeremy Renner       | Andrew Dominik         |
| 2007                       | Út a vadonba                                            | Into the Wild                                              | Chris McCandless            | Emile Hirsch        | Sean Penn              |
| 2008                       | A bombák földjén                                        | The Hurt Locker                                            | John Cambridge ezredes      | Christian Camargo   | Kathryn Bigelow        |
| 2008                       | Közös titkunk                                           | Fireflies in the Garden                                    | Michael Taylor              | Ryan Reynolds       | Dennis Lee             |
| 2009                       | A grófnő                                                | The Countess                                               | Thurzó István               | Daniel Brühl        | Julie Delpy            |
| 2010                       | Szívrablók                                              | Heartbeaker                                                | Alex                        | Romain Duris        | Pascal Chaumeil        |
| 2011                       | Mission impossible - Fantom protokoll                   | Mission impossible - Ghost protocol                        | William Brandt              | Jeremy Renner       | Brad Bird              |
| 2011                       | Csajok, puskák és a Király                              | Guns, Girls and Gambling                                   | John Smith                  | Christian Slater    | Michael Winnick        |
| 2012                       | A vasöklű férfi                                         | The Man with the Iron Fists                                | Bronz                       | Cung Lee            | RZA                    |
| 2012                       | Az utolsó műszak                                        | End of Watch                                               | Brian Taylor                | Jake Gyllenhaal     | David Ayer             |
| 2013                       | Behálózva                                               | Closed Circuit                                             | Martin Vickers              | Eric Bana           | John Crowley           |
| 2014                       | Need for Speed                                          | Need for Speed                                             | Dino Brewster               | Dominic Cooper      | Scott Waugh            |
| 2015                       | Mission impossible - Titkos nemzet                      | Mission impossible - Rogue Nation                          | William Brandt              | Jeremy Renner       | Christopher McQuarrie  |
| 2016                       | Warcraft: A kezdetek                                    | Warcraft The Beginning                                     | Llane Wrynn                 | Dominic Cooper      | Duncan Jones           |
| 2016                       | Rossz anyák                                             | Bad Moms                                                   | Kent, Kiki férje            | Lyle Brocato        | Jon Lucas, Scott Moore |
| 2017                       | Rossz anyák karácsonya                                  | A Bad Moms Christmas                                       | Kent, Kiki férje            | Lyle Brocato        | Jon Lucas, Scott Moore |
| 2017                       | Két testvér egy lövés                                   | Arsenal                                                    | JP                          | Adrian Grenier      | Steven C. Miller       |
| 2018                       | Megtorlás                                               | Reprisal                                                   | Gabriel                     | Johnathon Shaech    | Brian A MIller         |
| 2019                       | Hellboy                                                 | Hellboy                                                    | Daimio                      | Daniel Dae Kim      | Neil Marshall          |
| Throw Momma from the Train |                                                         |                                                            |                             |                     |                        |

### Sorozatok
- Egyszer volt, hol nem volt: Killian Jones – Colin O' Donoghue
- Doktor Murphy: Dr. Neil Melendez – Nicholas Gonzalez
- A Grace klinika: Dr. Jackson Avery – Jesse Williams
- NCIS: Los Angeles: Nate Getz – Peter Cambor
- Ördögi kör: Angel Salvador – Jencarlos Canela
- A férfi a legjobb orvosság: Marc Meier – Florian David Fitz
- Lost – Eltűntek: James „Sawyer” Ford – Josh Holloway
- Shameless – Szégyentelenek: Jimmy/Steve – Justin Chatwin
- Cobra 11: Alex Brandt – Vinzenz Kiefer
- A hős legendája: Richard Cypher – Craig Horner
- Túsztárgyalók: Duff Gonzalez – Jose Pablo Cantillo
- Első szerelem: Bruno Baldomero - José María Torre
- El Manantial - Az ősforrás: Alejandro Ramírez - Mauricio Islas
- A palota ékköve: Min Csongho – Csin Csinhi
- Jericho: Eric Green – Keneth Mitchell
- A szökés: Cristobal – Reynaldo Gallegos
- Új csaj: Winston Bishop – Lamome Morris
- Buffy, a vámpírok réme: Jonathan Levinson – Danny Strong
- Az elnök árnyékában: Lucas Newsome – Adam Kaufman
- Szerelempárlat: Rodrigo Montalvo - Eduardo Yáñez
- Kedves ellenség: Alonso Ugarte (1. szinkron) - Gabriel Soto
- Ezel: Cengiz Atay – Yiğit Özşener
- A csábítás földjén: Alonso Peñalvert (1. szinkron) - David Zepeda
- Trónok harca: Vardis Egen – Brendan McCormack
- A fátyolos hölgy: Guido Fossa – Lino Guanciale[8]
- Álmodj velem!: Néstor – Marcus Ornellas
- A vörös ajtó: Leonardo – Lino Guanciale
- A bosszú csapdájában: Cihan Şadoğlu – Serdar Özer
- LazyTown: Stingy – Jodi Eichelberger
- A Mandalóri: IG-11 – Taika Waititi
- Sorsfordító szerelem: Maksut Karakoyunlu – Serdar Özer
- 24: Stephen Saunders – Paul Blackthorne

### Anime, rajzfilm
- Aladdin: Aladdin (2. hang) – Scott Weinger
- A Pókember elképesztő kalandjai: Steve Rogers / Amerika Kapitány (1. évad),  Bruce Banner / Hulk (2. évadtól) – Roger Craig Smith, Fred Tatasciore
- Bleach: Utagava Rjó – Szakino Súszuke
- Blood+: Mijaguszuku Kai – Josino Hirojuki
- Hellsing: Luke Valentine – Kojaszu Takehito
- Kilari: Cukisima Takasi – Jamavaki Csomenori
- A párbaj mesterei: Kirifuda Sobu – Kobajasi Jumiko
- A vándorló palota: Howl – Kimura Takuja
- Megas XLR: Jamie – Steven Blum
- Én kicsi pónim: Varázslatos barátság: Fancy Pants (1. hang) – Trevor Devall
- Az osztálytársam egy majom: Jakab – Tom Kenny
- Inami: Xiomaro
- A.T.O.M. – Alpha Teens On Machines: Axel – James Arnold Taylor
- Állati küldetés: Zach Varmitech – Zachry Bennett
- Hot Wheels AcceleRacers: Markie "Wylde" Wylde – Will Sanderson
- Ed, Edd és Eddy: Eddy (2. hang) – Tony Sampson
- Gumball csodálatos világa: Dr. Romboló, Julius Oppenheimer Jr. (1. hang) – David Warner, Hugo Harrison
- Star Wars: A klónok háborúja: Echo (1. hang) – Dee Bradley Baker
- Mia és én: Dax – Jeff Burrell
- Star Wars: A Rossz Osztag: Gregor – Dee Bradley Baker
- Tini titánok: Stone – Khary Payton

### Videójáték
| Cím                   | Szerep | Színész        |
| Detroit: Become Human | Markus | Jesse Williams |
| --------------------- | ------ | -------------- |